# Bactrogyna prominens
Genre
Espèce
Bactrogyna prominens, unique représentant du genre Bactrogyna, est une espèce d'araignées aranéomorphes de la famille des Linyphiidae.

## Distribution
Cette espèce est endémique du Chili. Elle se rencontre dans les régions de Coquimbo et de Valparaíso.

## Description
Les femelles mesurent de 1,95 à 2,2 mm.

## Publication originale
- Millidge, 1991 : Further linyphiid spiders (Araneae) from South America. Bulletin of the American Museum of Natural History, no 205, p. 1-199 (texte intégral).